# August Neander
August Neander, né à Gœttingue le 17 janvier 1789, mort le 14 juillet 1850, est un théologien protestant. Ancien élève de Gesenius, il est un des chefs de l'école piétiste. D'abord juif, il se convertit, embrasse la confession luthérienne et obtient une chaire de théologie à Heidelberg, puis à Berlin (1812). Il influence fortement le mathématicien Hermann Grassmann.

## Biographie
Né sous le nom de David Mendel, il est le fils d'un commerçant juif, Emanuel Mendel, et de son épouse Esther Gottschalk ; il fréquente l'École d'érudition Saint-Jean à Hambourg, où il entre en contact avec les cercles néo-piétistes qui se sont formés sous l'action de Friedrich Gottlieb Klopstock, et il lit les Discours sur la Religion, à l'époque très influents, de Friedrich Schleiermacher. Il se convertit au christianisme, est baptisé en 1806 et abandonne son prénom juif et il prend le nom de Neander en hommage au poète Joachim Neander, l'auteur de cantiques.
Il étudie la théologie à Göttingen et Heidelberg, en s'intéressant particulièrement à l'histoire de l'Église et passe son doctorat sur ce sujet en 1811 à Heidelberg. En 1812 il est nommé professeur extraordinaire et, en 1813, reçoit un appel pour la Chaire d'histoire de l'Église à Berlin. Il a pour élève Edmond de Pressensé.
Les écrits de Neander décrivent l'histoire de l'Église comme l'histoire de la piété, ils visent à l'édification personnelle. Au total il a peu contribué à la recherche historique proprement dite, au contraire, il a essayé, dans l'esprit du Réveil, de représenter l'histoire de l'Église comme une démonstration éloquente de la force divine du christianisme" (Préface de Hl. Bernhard, 1848, p. 12). Son langage simple mais puissant n'en fit pas moins de lui un pionnier influent de la théologie du Réveil ; parmi les étudiants en particulier, ses écrits se montraient efficaces et contribuaient à la formation de ce qu'on appelle les « petites couronnes d'édification ». Sa phrase « Pectus est quod facit theologum » (Le cœur, c'est ce que fait le théologien) est devenue célèbre, et on lui doit l'expression qui en a été tirée la « Pectoraltheologie », la théologie des « cœurs pieux ». C'est sur elle que s'appuie la fameuse question du Berlinois August Tholuck, collègue berlinois de Neander, à ses disciples de Halle : « Dans quel état se trouve votre cœur ? »

## Œuvres
On a de lui des biographies de :
- Julien
- Saint Bernard,
- Saint Jean Chrysostome,
- Histoire des systèmes gnostiques, 1818,
- Anti-Gnostique, 1826 ;
- Histoire générale de la religion et de l'Église chrétiennes, 1825-45, 7 v. in-8, ouvrage important, qui est son principal titre ;
- Histoire des Apôtres, 1832 ;
- Vie de Jésus dans ses rapports avec l'histoire, 1837 ;
- Morale des philosophes grecs et la morale chrétienne, ouvrage trad. en français par Berthoud, 1860.